# Sarkastodon
†Sarkastodon – olbrzymi drapieżny ssak, żyjący w późnym eocenie (około 36-35 milionów lat temu) na terenie dzisiejszej Mongolii. Był członkiem całkowicie dziś wymarłego rzędu kreodontów. Sarkastodon był zwierzęciem przypominającym z wyglądu dzisiejsze niedźwiedzie, ale był od nich znacznie większy. Posiadał duży, podobny do szopiego, ogon. Prawdopodobne, że polował na takie duże zwierzęta, jak na przykład brontoterium.
Zwierzę miało około 3 metrów długości. Wysokość w kłębie wynosiła 2 metry. Masa ciała osiągała około 1 tony. Uważa się, że jego duże rozmiary związane były z występowaniem na terenie Azji centralnej dużych zwierząt roślinożernych, jak nosorożce, brontoteria i chalikoteria. Szczątki zębów sarkastodona wskazują na to, że był zwierzęciem wszystkożernym, o diecie podobnej do tej, jaka jest charakterystyczna dla niedźwiedzia brunatnego. Jednakże układ zębów kreodontów był inny niż u współczesnych drapieżnych, co raczej zawężało zestaw przyjmowanych przez nie pokarmów.
Sarkastodon, podobnie jak inne kreodonty, został ostatecznie wyparty przez ssaki z rzędu drapieżnych. proces ten trwał około 10 milionów lat.